# Vodní elektrárna Lipno II
Vodní elektrárna Lipno II je umístěna při vyrovnávací vodní nádrži Lipno II a pracuje jako elektrárna průtočná se stálým výkonem. Je součástí vltavské kaskády. Provoz elektrárny je plně automatizován a je dálkově řízen z centrálního dispečinku ve Štěchovicích a z vodní elektrárny Lipno I. Vodní dílo bylo uvedeno do provozu v roce 1957 a obsahuje 1,68 mil. m³ vody. Je zde nainstalována jedna Kaplanova turbína s výkonem 1,5 MW, hltností 20 m³/s, spádem 4 až 10 m.